# 吉奥瓦尼·特拉帕托尼
吉歐瓦尼·特拉帕托尼（義大利語：Giovanni Trapattoni，義大利語發音：[dʒoˈvanni trapatˈtoːni]，1939年3月17日—）是一位意大利足球教练和足球运动员。他带领球队获得过19次各种比赛的冠军，被认为是世界上最佳教练之一。他早年一头金发，其冷峻的策略为他在意大利赢得了（意为：德国人）的称号，而他在公众场合有礼大方，使他又被经常冠以的昵称。

## 球员生涯
作为足球运动员，特拉帕托尼为AC米兰和FC瓦雷泽出赛367场，主要打后卫。他从出道的1953到1971年一直效力AC米兰：1962年和1968年他和球队成为意甲冠军，1967年获意大利杯，1963年和1969年获歐洲冠軍球會盃，1968年得欧洲优胜者杯。1970到1971年他则加盟FC瓦雷泽。
他一共代表意大利国家队出赛17次，参加过1962年世界盃足球賽和1960年夏季奥林匹克运动会。

## 教练生涯
1972年特拉帕托尼成为AC米兰青年队教练。1974年他就成为AC米兰主教练。1976年他转到尤文图斯。他带领尤文图斯在1985年獲得歐洲冠軍球會盃和欧洲超级杯，1977年得欧洲联盟杯，在1984年再获歐洲冠軍球會盃。
1986年他转到国际米兰。1989年他带领球队成为意甲冠军和意大利超级杯冠军，1991年他又赢得了欧洲联盟杯，其球队中有德国球员。同年他转回到尤文图斯，于1993年又赢得欧洲联盟杯。
1994年特拉帕托尼首次出国执教，成为拜仁慕尼黑主教练。一年后他又转到卡利亞里，但他却首次在任内被解雇。在1996/97年赛季他回到拜仁，后来他赢得了德國足球冠軍、德国足协杯冠军和德國足球協會聯盟盃。
1998年他成为的主教练。2000年在离任后他接掌意大利国家队。但球队在2002年世界盃足球賽十六强中被南韩所淘汰。而在2004年欧洲足球锦标赛甚至在小组赛即被淘汰。特拉帕托尼的合约没有延长，他后来转到本菲卡接替。在那里他带领球队赢得了2004/2005年葡萄牙超级联赛冠军。他一年后就离开了球队，为的是不至于离意大利的家太远。2005年6月17日他与签下两年合同，并于7月1日接替上任，但戰績不濟，在2006年2月9日被解雇。
2006年5月萨尔斯堡红牛宣稱特拉帕托尼簽約成為球隊體育總監，而洛塔尔·马特乌斯則出任教練一職。特拉帕托尼隨即否認已落實任何合約，但3日後與馬圖斯齊齊簽約出任新職。
2008年2月13日獲委為愛爾蘭教練，簽約2年，於5月約滿萨尔茨堡红牛後正式擔任國家隊領隊，並會與祖國意大利於外圍賽同組爭取出線2010年世界盃決賽周。愛爾蘭在外圍賽8戰4勝4和保持不敗，位於小組第二位有機會參加附加賽，2009年9月25日已達70歲高齡的特拉帕托尼獲續約兩年，直到2012年歐洲國家盃外圍賽結束。
2012年歐洲國家盃中，特拉帕托尼成功帶領愛爾蘭晉級決賽週，被編入C組，唯最後三戰全敗於包括當屆冠亞軍西班牙和意大利，0分墊底出局。

## ""
在德国一提起吉奥瓦尼·特拉帕托尼，德国人就会想起1998年3月10日的那次记者招待会。作为拜仁的教练，他在会上一反往日姿态，用德语异常愤怒地批评一些球员的表现。这番3分多钟的讲话，语法错误连篇，却因为特拉帕托尼当时手舞足蹈的激愤动作、特别的用词和他的意大利口音，让德国人觉得非常滑稽幽默，至今仍为德国人所津津乐道。（当时情形请见连接中的视频录像）
这篇讲话中的一些错误语句，现在已为德语所接受。
-直译为：斯特伦伦伦伦茨！斯特伦茨在这两年了，才打了10场，伤完又伤。
-直译为：什么让斯特伦茨。其实特拉帕托尼想说的是：“谁让斯特伦茨敢这么放肆！”原话并不完整，并且是第一虚拟式，和句子语态不匹配，正确应为“（加一不定式短语） ”该句是最常被德国人用来模仿特拉帕托尼当时情形的。而球员汤玛斯·斯特伦茨正是因为这两句话，在德国普通民众中一下赢得了至今不灭的知名度。
-直译为：弱得就像个瓶子空的。其实他想说的是：“弱得就像个空瓶子。”，原话形容词与其修饰成分错位，正确应为：现在，当一些德国人要谐谑地描述某人的疲态时，会说到“wie eine Flasche leer”。
-直译为：这些话清楚吗，我说的可能听得懂吗？谢谢了。
-直译为：您看到周三，周三哪支球队踢球了？麦麦特（绍尔）踢了，还是巴斯勒踢了，抑或特拉帕托尼踢了？这些球员发牢骚多过踢足球！这些话都违反了德语句子词序。
，-直译为：我完了。这是特拉帕托尼发表讲话后，拒绝答记者问时所说的。语法错误，但其意思可为德语使用者所理解，正确应为或。这句话在德语口语中，现在已经常可以听到，特别是外国人说德语的时候。
甚至后来德國社會民主黨在一张评论赫尔穆特·科尔当选的宣传单上，用到了作结尾。
这番讲话为特拉帕托尼赢得了很多同情，甚至直到今天，他还可以用这番话赚钱，比如他为一搅拌系统作广告时就用到（""意为：瓶子不空）。

## 執教球隊榮譽
尤文图斯
- 意大利足球甲级聯賽冠军: 1976/1977、1977/1978、1980/1981、1981/1982、1983/1984、1985/1986
- 意大利杯冠军  : 1978/1979、1982/1983
- 欧洲冠军联赛冠军  : 1984/1985
- 欧洲优胜者杯冠军  : 1983/1984
- 欧洲联盟杯冠军 : 1976/1977、1992/1993
- 欧洲超级杯冠军  : 1984
- 洲际杯足球赛冠军  : 1985

 国际米兰
- 意大利足球甲级聯賽冠军: 1988/1989
- 意大利超级杯冠军  : 1989
- 欧洲联盟杯冠军 : 1990/1991

 拜仁慕尼黑
- 德国足球甲级聯賽冠军  : 1996/1997
- 德国足协杯冠军  : 1997/1998
- 德国足球协会联赛杯冠军  : 1996/1997

 本菲卡
- 葡萄牙足球超级聯賽冠军  : 2004/2005

 萨尔茨堡红牛
- 奥地利足球超级聯賽冠军  : 2006/2007

 爱尔兰国家队
- 凯尔特杯冠军 : 2011